# Миронцево
Миро́нцево — деревня в Московской области России. Входит в городской округ Солнечногорск.

## География
Деревня расположена рядом с Истринским водохранилищем, в 52 километрах от Москвы.
Ближайшая железнодорожная станция — Подсолнечная Октябрьской железной дороги.
Ближайшие населённые пункты: деревня Похлебайки (к западу) и посёлок Лесное Озеро (к востоку от Солнечногорск-30).

## История
С 1994 до 2006 гг. деревня входила в Соколовский сельский округ Солнечногорского района..
С 2005 до 2019 гг. деревня включалась в Соколовское сельское поселение Солнечногорского муниципального района.
С 2019 года деревня входит в городской округ Солнечногорск, в рамках администрации которого деревня относится к территориальному управлению Соколовское.

## Население
| 1852 | 1859  | 1890 | 1899 | 1926 | 1966 | 1998 |
| ---- | ----- | ---- | ---- | ---- | ---- | ---- |
| 208  | ↗214  | ↗227 | ↘201 | ↘163 | ↘54  | ↘12  |
| 2002 | 2010  |      |      |      |      |      |
| ↘11  | ↗1991 |      |      |      |      |      |

К деревне с востока примыкает бывший военный городок Солнечногорск-30, население которого по переписи 2010 года учитывалось в составе деревни Миронцево.

## Инфраструктура
- Бывший военный городок Солнечногорск-30.
  - Средняя общеобразовательная школа № 9
  - Детский сад № 49 Лесная поляна
  - Отделение почтовой связи № 141530
  - Физкультурно оздоровительный комплекс
  - клуб (дом офицеров).
  - Пожарная часть.
  - Мемориал Защитникам Отечества.